# Bulbophyllum horizontale
Bulbophyllum horizontale là một loài phong lan thuộc chi Bulbophyllum.